# (37184) 2000 WC53
2000 WC53 (asteroide 37184) é um asteroide da cintura principal. Possui uma excentricidade de 0.04496430 e uma inclinação de 3.07365º.
Este asteroide foi descoberto no dia 27 de novembro de 2000 por Spacewatch em Kitt Peak.